# Di giorno e di notte
Di giorno e di notte (Pédale douce) è un film del 1996 diretto da Gabriel Aghion.

## Trama
Adrien è un trentottenne gay con un impegno redditizio. Di giorno è un importante uomo d'affari, di notte si rifugia in un locale di proprietà della sua amica Eva, dove intraprende relazioni fugaci. 
Quando il suo capo lo invita a cena chiedendogli di portare la moglie, Adrien si fa accompagnare da Eva. L'incontro tra la donna e il capo di Adrien risulterà l'inizio di una storia d'amore tra i due che sconvolgerà la vita di Adrien e di altre persone a lui vicino.

## Riconoscimenti
- 1997 - Premio César
  - Miglior attrice protagonista a Fanny Ardant
  - Candidatura Miglior film a Gabriel Aghion
  - Candidatura Miglior attore protagonista a Patrick Timsit
  - Candidatura Miglior attore non protagonista a Jacques Gamblin
  - Candidatura Miglior attrice non protagonista a Michèle Laroque
  - Candidatura Miglior sceneggiatura a Gabriel Aghion e Patrick Timsit